# Itilleq
Itilleq é um assentamento no município de Qeqqata, na costa ocidental da Gronelândia. Está localizado a aproximadamente 40 km a sul de Sisimiut. Foi fundado em 1847 e em 2010 tinha 112 habitantes.

## Economia
As principais actividades económicas no assentamento são: a caça e a pesca, tendo uma Fábrica de peixe. A ilha não tem água doce e por essa razão Itilleq usa uma instalação que forma água doce através de água salgada.

## Transporte

### Áereos
O Aeroporto mais próximo é o Aeroporto de Sisimiut com voos para Ilulissat, Kangerlussuaq, Maniitsoq e Nuuk, operados pela Air Greenland. Itilleq não tem aeroporto nem heliporto.

### Marítimo
A Royal Arctic Line oferece serviços de ferry semanais para Sarfannguit e Sisimiut.

## População
Embora com declínios e aumentos, a população de Itilleq manteve-se estável nas duas últimas décadas.

## Habitantes notáveis
- Hans Enoksen - Quarto primeiro-ministro da Gronelândia (2002-2009)